# Вирмонд
Вирмонд (порт. Virmond) — муниципалитет в Бразилии, входит в штат Парана. Составная часть мезорегиона Юго-центральная часть штата Парана. Входит в экономико-статистический микрорегион Гуарапуава. Население составляет 4226 человек на 2006 год. Занимает площадь 243,176 км². Плотность населения — 17,4 чел./км².

## Статистика
- Валовой внутренний продукт на 2003 год составляет 47 631 035,00 реалов (данные: Бразильский институт географии и статистики).
- Валовой внутренний продукт на душу населения на 2003 год составляет 11 620,16 реалов (данные: Бразильский институт географии и статистики).
- Индекс развития человеческого потенциала на 2000 год составляет 0,719 (данные: Программа развития ООН).